# Limentinus sagittus
Limentinus sagittus är en insektsart som beskrevs av Nielson 1991. Limentinus sagittus ingår i släktet Limentinus och familjen dvärgstritar. Inga underarter finns listade i Catalogue of Life.